# Blenina vatu
Blenina vatu är en fjärilsart som beskrevs av Robinson 1975. Blenina vatu ingår i släktet Blenina och familjen trågspinnare. Inga underarter finns listade i Catalogue of Life.